# Melomys fraterculus
Melomys fraterculus is een knaagdier uit het geslacht Melomys dat voorkomt op Ceram, in het oosten van Indonesië. Er zijn twee exemplaren bekend, die allebei in januari 1920 op Mount Mansuela gevangen zijn door de gebroeders Felix, Charles en Joseph Pratt. Door de tijd heen is deze soort in Uromys, Melomys en Pogonomelomys geplaatst geweest, maar het is nog steeds onduidelijk of hij wel bij Melomys hoort. Mogelijk is hij echter verwant aan de Australische cervinipes-groep.
M. fraterculus is een vrij kleine rat met een zachte vacht. De rug is licht roodbruin, de onderkant geelbruin, met een scherpe scheiding. De zeer lange, behaarde staart is wit. De kop-romplengte bedraagt 115 mm, de staartlengte 153 tot 155 mm, de achtervoetlengte 26 mm en de oorlengte 17 tot 18 mm.